# Salvatore Quasimodo
Salvatore Quasimodo [salvatóre ku̯azímodo/kvazímodo), italijanski lirični pesnik in prevajalec, nobelovec, * 20. avgust 1901, Modica, Sicilija, † 14. junij 1968, Neapelj.

## Življenjepis
Quasimodo je rastel v družini železniškega uradnika. Po končanem šolanju v domačem kraju se je odločil za študij na tehnični šoli v Palermu in ga nadaljeval v Rimu, kjer je postal gradbeni inženir. Obenem je vpisal študij klasičnih jezikov in doktoriral iz italijanske književnosti. Zaposlil se je na milanski glasbeni šoli in sodeloval kot glasbeni kritik pri raznih časopisih. Med 2. svetovno vojno je sodeloval v odporniškem gibanju.
Pesniti je začel zelo zgodaj, v zadnjem letu 1. svetovne vojne, vendar je pesmi in prvo pesniško zbirko Vode in zemlja objavil šele leta 1930. Od tedaj je Quasimodo objavil številne pesniške zbirke in vrsto odličnih prevodov. Za oboje je leta 1959 prejel Nobelovo nagrado za književnost. 

## Delo
Quasimodo je bil v začetku privrženec tako imenovane poezije hermetizma, namenjene ozkemu krogu poznavalcev moderne lirike, njene metaforike in estetskih učinkov. V tem okviru je opeval spomin na Sicilijo, njeno prirodo in morje, ki jih je doživljal skozi prizmo panteizma, to je filozofskega nauka, ki uči, da je materialni svet le zunanji izraz božanskega bitja. Po letu 1945 se je pod vplivom vojne in naprednih političnih sil usmeril v socialno problematiko. Tudi v obliki se je oddaljil od hermatizma in se naslonil na klasično, zlasti latinsko poezijo.